# Steve Rothery
Steve Rothery, född 25 november 1959 i Brampton Bierlow, England, är gitarrist i det neo-progressiva rockbandet Marillion. 
Han har också släppt två studioalbum med sidoprojektet The Wishing Tree, tillsammans med sångerskan Hannah Stobart. 2014 släppte Rothery ett instrumentalt studioalbum, The Ghosts of Pripyat.

## Diskografi
Album med Marillion
- 1983 – Script for a Jester's Tear
- 1984 – Fugazi
- 1985 – Misplaced Childhood
- 1987 – Clutching at Straws
- 1989 – Seasons End
- 1991 – Holidays in Eden
- 1994 – Brave
- 1995 – Afraid of Sunlight
- 1995 – This Strange Engine
- 1998 – Radiation
- 1999 – marillion.com
- 2001 – Anoraknophobia
- 2004 – Marbles
- 2007 – Somewhere Else
- 2008 – Happiness Is The Road
- 2009 – Less Is More
- 2012 – Sounds That Can't Be Made
- 2016 – Fuck Everyone and Run (F E A R)
- 2022 – An Hour Before It's Dark

Album med The Wishing Tree
- 1996 – Carnival of Souls
- 2009 – Ostara

Soloalbum
- 2013 – Live in Plovdiv
- 2014 – Live in Rome
- 2014 – The Ghosts of Pripyat